# ألفونسو بيريز (حكم كرة قدم)
ألفونسو بيريز (بالإسبانية: Alfonso Pérez Burrull )‏ (و. 1965  م) هو حكم كرة قدم، وسياسي إسباني، ولد في كومايلاس، هو عضوٌ المواطنون.